# 医は仁術
医は仁術（いはじんじゅつ、「医は仁術なり」とも、英語: Humanistic medicine）とは、「医は、人命を救う博愛の道である」（広辞苑）ことを意味する格言。特に江戸時代に盛んに用いられたが、その思想的基盤は平安時代まで遡ることができ、また西洋近代医学を取り入れた後も、長く日本の医療倫理の中心的標語として用いられてきた。

## 語源
- 「医は以て人を活かす心なり。故に医は仁術という。疾ありて療を求めるは、唯に、焚溺水火に求めず。医は当（まさ）に仁慈の術に当たるべし。須（すべから）く髪をひらき冠を取りても行きて、これを救うべきなり」（陸宜公：唐の徳宗の時代の宰相）
- 「大医の病いを治するや、必ずまさに神を安んじ志しを定め、欲することなく、求むることなく、先に大慈惻隠の心を發し、含霊の疾を普救せんことを誓願すべし」（丹波康頼『医心方』）
- 「慈仁」（曲直瀬道三『道三切紙』より第一条）
- 「医は仁術なり。仁愛の心を本とし、人を救うを以て志とすべし。わが身の利養を専ら志すべからず。天地のうみそだて給える人をすくいたすけ、萬民の生死をつかさどる術なれば、医を民の司命という、きわめて大事の職分なり」「醫は仁術なり。人を救ふを以て志とすべし。」（貝原益軒『養生訓』）

## パロディ
近年は医療の高度化に伴い患者の治療に必要な費用が増加しており、医療機器の購入費用等が病院経営に与える影響が大きくなっていること、またそれらを背景に「患者を治療する」という医師の本分そっちのけで金儲けに走る医者が増えていることなどから、この言葉をもじって「医は算術」と語られることがある。実際1980年代前半には、PC用の病院経営シミュレーションゲームとして「医は算術なり」（ハドソン）というソフトが登場したこともある。
なお、大江雲澤（文政5年（1822年）- 明治32年（1899年））の医則では「医は仁ならざるの術、務めて仁をなさんと欲す」（「醫不仁之術欲務為仁」）ということばを第一則としている。